# Karlheinz Rost
Karlheinz Rost (* 14. Januar 1945 in Leipzig) ist ein deutscher Handballtrainer und ehemaliger Handballspieler. 

## Spielerkarriere
Der 1,89 Meter große und 87 Kilogramm schwere Rechtshänder spielte bei verschiedenen Mannschaften und wechselte zwischenzeitlich auch zum Fußball; ab 1965 spielte er dann Handball beim SC Leipzig. Im Herbst 1972 wurde er aus der Mannschaft ausgeschlossen und ging anschließend zur BSG Motor Eisenach.
Er bestritt 100 Länderspiele (Hallen- und zwei Feldhandball) für die Nationalmannschaft der DDR, in denen er 339 Tore erzielte (davon drei auf dem Großfeld) und wurde mit der Mannschaft Zweiter bei der Hallenweltmeisterschaft 1970.

## Trainerkarriere
Bei Motor Eisenach wurde Karlheinz Rost zunächst Spielertrainer; ab 1976 war er bis 1980 Assistenztrainer von Karl-Heinz Richter beim SC Leipzig. Er stellte einen Antrag zur ständigen Ausreise aus der DDR und reiste im März 1986, elf Monate nach der Einreichung des Antrags, mit seiner Ehefrau und den beiden Kindern aus der DDR aus. Unterstützung erhielt er bei der Übersiedlung in die Bundesrepublik vom Bundestagsabgeordneten Eduard Lintner. Ein Trainerangebot des HSC Bad Neustadt schlug Rost aus und arbeitete als Sportlehrer in Münnerstadt. In der Saison 1995/96 trainierte Rost die erste Männermannschaft des HG Rothenburg. Später trainierte er bis zum Jahre 2003 den TSV Münnerstadt.

## Privates
Rost ist gelernter Schlosser. Von 1970 bis 1976 absolvierte er im Fernstudium eine Lehrerausbildung. 1976 wurde an der Deutschen Hochschule für Körperkultur seine Diplomarbeit Untersuchungen über Sprungkraftanforderungen und -ausbildung im Hallenhandball angenommen. Er war drei Mal verheiratet.
Sein jüngerer Bruder Peter Rost war ebenfalls erfolgreicher Handballspieler.